# Bonndorf
Bonndorf es una ciudad en el distrito de Waldshut en la Selva Negra Meridional en el sur de Baden-Wurtemberg, Alemania, entre Friburgo y Donaueschingen. La carretera federal B 315 atraviesa Bonndorf que está ubicado al margen de la barranca del Wutach.
|              |
| Ayuntamiento |

|          |
| Castillo |

|                                                                 |
| Jardín japonés (exclusivamente con plantas endémicas del Japón) |

|                                                             |
| Jardín de Martín con el monumento del obispo Martin Gerbert |

## Enlaces
- Wikimedia Commons alberga una categoría multimedia sobre Bonndorf en la Selva Negra.
- www.bonndorf.de
- Bonndorf (20 páginas)